# مو (اوری)

مو شهری در شهرستان اوری در استان باله در بورکینافاسوی جنوبی است و جمعیت آن ۱۳۰۸ نفر است.